# Bernhard Hasslberger
Bernhard Haßlberger, né le 30 octobre 1946 à Ruhpolding (Bavière, Allemagne), est un prélat catholique allemand, évêque auxiliaire de Munich et Freising de 1994 à 2023.

## Biographie
Après des études à Traunstein, Bernhard Hasslberger étudie, de 1968 à 1976, la théologie catholique et la philosophie à l'université Louis-et-Maximilien de Munich. Le 25 juin 1977, il ordonné prêtre par Joseph Ratzinger, dans la cathédrale de Freising. Il sert d'abord comme aumônier dans la pastorale à Dachau de 1977 à 1980, puis à Moosach de 1980 à 1982.
De 1982 à 1985, il est directeur de l'autorité diocésaine concernant l'église et les professions et, de 1982 à 1987, il exerce la charge de chancelier du séminaire archidiocésain de Munich. De 1987 à 1994, il est directeur de la Maison Cardinal-Dôpfner à Freising et recteur de la cathédrale de Freising. Entre 1991 et 1992, il est également directeur par intérim de l'Institut de formation théologique et pastorale de Freising.
Le 31 mai 1994, il est nommé évêque titulaire d'Octaba (de) et évêque auxiliaire de Munich et Freising par le Pape Jean-Paul II. Il est alors consacré le 29 juin par le cardinal Friedrich Wetter ; ses co-consécrateurs sont Franz Xaver Schwarzenböck et Engelbert Siebler. Il est également nommé vicaire épiscopal et membre du chapitre de la cathédrale. Il prend ses fonctions le 1er janvier 2013. De 2013 jusqu'à 2023 il était prévôt du chapitre de la cathédrale de Munich. Depuis 1994, il est membre de la Conférence pour l'aumônerie policière de Bavière et, depuis 1995, il était chef du réferat de liturgie et de la musique religieuse de l'archidiocèse de Munich.
En 2003, il reçoit la Croix fédérale du Mérite.
Le 9 avril 2023, le pape François accepte sa démission pour raison d'âge.